# Constantia Arnolda Balwé
Constantia Arnolda (Stans) Balwé (Amsterdam, 14 augustus 1863 – Blaricum, 1 september 1954) was een Nederlandse schilderes en tekenares. 

## Leven en werk
Balwé was een dochter van Arnold Martinus Balwé, scheepsmakelaar in Amsterdam, en Petronella Constantia Antonia Catharina van Steenbergen. Ze werd opgeleid aan de Haarlemse School voor Kunst en Kunstnijverheid en was daarnaast leerling van Nicolaas Bastert en Ferdinand Oldewelt.
Balwé woonde en werkte in Nunspeet (1901-1910), Laren (1910-1914) en vanaf 1914 in Blaricum. Ze schilderde met name landschappen en bloemstillevens. Balwé was aangesloten bij Arti et Amicitiae, de Vereeniging van Beeldende Kunstenaars Laren-Blaricum en de Kunstenaarsvereniging Sint Lucas.
De schilderes overleed op 91-jarige leeftijd in haar woonplaats Blaricum.